# Obručan Veliki
Koordinati:   43°50′04″N, 15°13′30″E
Obručan Veliki je majhen nenaseljen otoček v Narodnem parku Kornati, ki pripada Hrvaški.
Otoček leži severseverozahodno od skrajnega severozahodnega konca otočka Levrnaka. Njegova površina meri 0,095 km². Dolžina obalnega pasu je 1,3 km. Najvišji vrh je visok 67 mnm.